# Искусство любить
«Иску́сство люби́ть. Иссле́дование приро́ды любви́» (англ. The Art of Loving. An Enquiry into the Nature of Love) — изданная в 1956 году работа психоаналитика и философа-фрейдомарксиста Эриха Фромма, исследующая вопросы духовной сферы жизни человека.

## Общие сведения
Эрих Фромм так характеризует область интересов психоаналитика: «Аналитик — не теолог или философ, и не претендует на то, что компетентен в этих областях; но в качестве врачевателя души аналитик занимается теми же проблемами, что и философия и теология — душой человека и её исцелением».
В то же время сферы интересов самого Эриха Фромма значительно шире. В работах «Бегство от свободы» (1941), «Здоровое общество» (1955), «Душа человека» (1964), «Анатомия человеческой деструктивности» (1973), «Иметь или быть» (1976) и других, Эрих Фромм исследовал различные аспекты взаимоотношений человека и общества.
Любовь — это абстракция. Карл Маркс критикует ошибочность превращения предиката (то есть абстракции) в субъект. В результате такого действия любовь превращается в Молоха. Эрих Фромм обращает внимание на то, что любовь это абстракция, и «в действительности же существует лишь акт любви».
Эрих Фромм указывает на то, что любовь — это не вещь, а процесс, действие, акт. Идиоматические изменения, происходящие в языке, делают любовь вещью: «у меня огромная любовь к вам». Такое выражение бессмысленно. Можно говорить о любящем человеке, о любви человека и нельзя говорить о человеке любви. «Существительное „любовь“ как некое понятие для обозначения действия „любить“ отрывается от человека как субъекта действия. Любовь превращается в богиню, в идола, на которого человек проецирует свою любовь; в результате этого процесса отчуждения он перестает испытывать любовь, его способность любить находит своё выражение в поклонении „богине любви“. Он перестал быть активным, чувствующим человеком; вместо этого он превратился в отчужденного идолопоклонника».
«Такую же функцию выполняют и некоторые существительные: например, любовь, гордость, ненависть, радость, они создают видимость постоянных, неизменных субстанций, однако за ними не стоит никакая реальность; они только мешают понять то, что мы имеем дело с процессами, происходящими в человеческом существе».
Эрих Фромм в своих работах сравнивает две противоположные формы любви: любовь по принципу бытия или плодотворную любовь, и любовь по принципу обладания или неплодотворную любовь. Если первая «предполагает проявление интереса и заботы, познание, душевный отклик, изъявление чувств, наслаждение и может быть направлена на человека, дерево, картину, идею. Она возбуждает и усиливает ощущение полноты жизни. Это процесс самообновления и самообогащения», то вторая означает лишение объекта своей «любви» свободы и держание его под контролем. «Такая любовь не дарует жизнь, а подавляет, губит, душит, убивает её». Он также говорит о глубоком отличии зрелой любви от её незрелых форм и всесторонне исследует предмет любви.
Любовь по принципу бытия или плодотворная любовь. Такие мировые религии как Буддизм, Иудаизм, Христианство, и ряд других религий и учений посвящены культуре плодотворной любви.
Но плодотворная любовь является скорее исключением, чем правилом, и это замечание перекликается с библейским «…тесны врата и узок путь, ведущие в жизнь, и немногие находят их» (Матф.7:14).
Для понимания природы любви необходимо понимать природу человека: «Человек может адаптироваться к рабству, но он реагирует на него снижением своих интеллектуальных и моральных качеств; он может адаптироваться к культуре, проникнутой всеобщим недоверием и враждебностью, но он реагирует на такую адаптацию ослаблением своих сил и бесплодностью. Человек может адаптироваться к культурным условиям, требующим подавления сексуальных влечений, но при такой адаптации, как показал Фрейд, у него развиваются невротические симптомы. Человек может адаптироваться почти к любой культурной системе, но в той мере, в какой эти системы противоречат его природе, у него развиваются ментальные и эмоциональные нарушения, принуждающие его, в конце концов, к изменению этих условий, так как он не может изменить свою природу». Важное место в учении о природе человека занимает раздел об экзистенциальных и исторических дихотомиях человека, о доминанте гуманистической, а не авторитарной этики.
Только если человек «осознает человеческую ситуацию, дихотомии, присущие его существованию, и свою способность раскрыть свои силы, он будет в состоянии успешно решить эту свою задачу: быть самим собой и для себя, и достичь счастья путём полной реализации дара, составляющего его особенность, — дара разума, любви и плодотворного труда».
Любовь по принципу обладания или неплодотворная любовь. "Переход от «влюблённости» к иллюзии любви-«обладания» можно часто со всеми конкретными подробностями наблюдать на примере мужчин и женщин, «влюбившихся друг в друга». В период ухаживания оба ещё не уверены друг в друге, однако каждый старается покорить другого. Оба полны жизни, привлекательны, интересны, даже прекрасны — поскольку радость жизни всегда делает лицо прекрасным. Оба ещё не обладают друг другом; следовательно, энергия каждого из них направлена на то, чтобы быть, то есть отдавать другому и стимулировать его. После женитьбы ситуация зачастую коренным образом меняется. Брачный контракт даёт каждой из сторон исключительное право на владение телом, чувствами и вниманием партнёра. Теперь уже нет нужды никого завоевывать, ведь любовь превратилась в нечто такое, чем человек обладает, — в своего рода собственность. Ни тот, ни другой из партнёров уже больше не прилагает усилий для того, чтобы быть привлекательным и вызывать любовь, поэтому оба начинают надоедать друг другу, и в результате красота их исчезает. Оба разочарованы и озадачены. Разве они уже не те люди, которыми были прежде? Не ошиблись ли они?
Как правило, каждый из них пытается отыскать причину подобной перемены в своём партнёре и чувствует себя обманутым. И ни один из них не видит, что теперь они уже не те, какими были в период влюблённости друг в друга; что ошибочное представление, согласно которому любовь можно иметь, привело их к тому, что они перестали любить. Теперь вместо того, чтобы любить друг друга, они довольствуются совместным владением тем, что имеют: деньгами, общественным положением, домом, детьми. Таким образом, в некоторых случаях брак, основывавшийся сначала на любви, превращается в мирное совместное владение собственностью, некую корпорацию, в которой эгоизм одного соединяется с эгоизмом другого и образует нечто целое: «семью».
Когда пара не может преодолеть желания возродить прежнее чувство любви, у того или другого из партнёров может возникнуть иллюзия, будто новый партнёр (или партнёры) способен удовлетворить его жажду. Они чувствуют, что единственное, что им хочется иметь, — это любовь. Однако для них любовь не является выражением их бытия; это богиня, которой они жаждут покоряться. Их любовь неизбежно терпит крах, потому что «любовь — дитя свободы» (как поется в одной старинной французской песенке), и тот, кто был поклонником богини любви, становится в конце концов настолько пассивным, что превращается в унылое, надоедливое существо, утратившее остатки своей прежней привлекательности.
Все это не означает, что брак не может быть наилучшим решением для двух любящих друг друга людей. Вся трудность заключается не в браке, а в собственнической экзистенциальной сущности обоих партнёров и в конечном счете всего общества. Приверженцы таких современных форм совместной жизни, как групповой брак, смена партнёров, групповой секс и т. д., пытаются, насколько я могу судить, всего лишь уклониться от проблемы, которую создают существующие для них в любви трудности, избавляясь от скуки с помощью все новых и новых стимулов и стремясь обладать как можно большим числом «любовников» вместо того, чтобы научиться любить хотя бы одного."

## Типы характера по Фромму
Эрих Фромм в своих работах указывает на существование двух противоположных ориентаций характера. «Любовь — это не обязательно отношение к определённому человеку; это установка, ориентация характера, которая задаёт отношение человека к миру вообще, а не только к одному „объекту“ любви. Если человек любит только кого-то одного и безразличен к остальным ближним, его любовь — это не любовь, а симбиотический союз».
Неплодотворные ориентации
1. Рецептивная ориентация
2. Эксплуататорская ориентация
3. Стяжательская ориентация
4. Рыночная ориентация

- Плодотворная ориентация[32][33][34][35].
- Фактор когнитивности. Кластер когнитивности охватывает такие понятия как «сигнал», «ощущение», «образ», «сознание», «разум»[36].

«Если бы кто-то взялся изучить воздействие матери, по-настоящему любящей себя, он смог бы увидеть, что нет ничего более способствующего привитию ребёнку опыта любви, радости и счастья, чем любовь к нему матери, которая любит себя».
В противоположность этому «Истории известны случаи, когда в джунглях теряли младенцев, и они вырастали среди зверей. И ни один из найденных детей не смог стать полноценным человеком, не смог влиться в нашу человеческую общность».